# Челна (приток Камы)
Челна (устар. Шукралинка) — река в России, протекает в Республике Татарстан. Левый приток Камы.
В народе называется Челнинка.

## Описание
Длина реки 33 км, площадь водосборного бассейна 364 км². Впадает в Нижнекамское водохранилище в 75 км от устья по левому берегу Камы.
Берёт начало у деревни Таш-Кичу в местности с абсолютными высотами до 225 м на юге Тукаевского района. Течёт в северо-западном и северном направлениях, резко сворачивая на запад в черте города Набережные Челны.
Устьевая часть затоплена водами водохранилища. В устье слева находится пристань Набережных Челнов.
Притоки: Мелекеска (основной, левый), Ялхов (правый).
На реке расположены населённые пункты (от истока к устью): деревня Таш-Кичу, село Шукрале, деревни Куперле и Калиновка, село Новотроицкое, деревня Суровка, город Набережные Челны.

### Описание местности в черте города
В городе на берегах расположены в основном дачные посёлки, гаражные кооперативы, коттеджи.
Ниже устья Мелекески находится городской пляж. В 2016 году в районе пляжа открылась рекреационно-прогулочная зона, продолжающаяся выше по Мелекеске.
Существует построенная ещё во времена СССР пешеходная зона на набережной Саначина в микрорайоне Бумажников (выше устья Мелекески, единственное место с многоэтажной жилой застройкой у реки). Однако, по причине незаполненности Нижнекамского водохранилища до проектной отметки, эта пешеходная зона остаётся невостребованной у челнинцев.
Имеет пересечения с крупными путями сообщения: железнодорожной веткой к промзоне КАМАЗа, автодорогой М-7 «Волга» (Казанский проспект), железнодорожной веткой к элеватору, Набережночелнинским проспектом, улицей С. Титова.

## Данные водного реестра
По данным государственного водного реестра России относится к Камскому бассейновому округу, водохозяйственный участок реки — Кама от Нижнекамского гидроузла и до устья(1), без реки Вятка, речной подбассейн реки — бассейны притоков Камы до впадения Белой. Речной бассейн реки — Кама.
↑ (1) Водохозяйственный участок не соответствует истинному географическому положению реки Челна, так как она впадает в Каму выше Нижнекамского гидроузла.